# نیکلاس فلامل

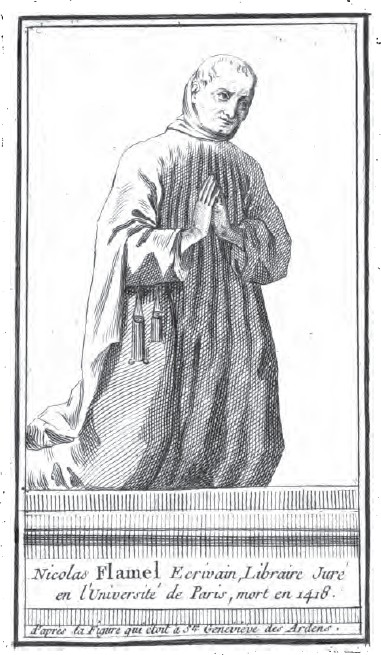

نیکلاس فلامل (به انگلیسی: Nicolas Flamel) ‏ (۱۳۳۰-۱۴۱۸) کاتب و دست‌نوشته‌فروش فرانسوی بود. فلامل بعد از مرگش، به این شهرت دست یافت که از دانشمندان علم کیمیا بوده و گفته شد که موفق به کشف سنگ جادو شده و بنابراین به جاودانگی رسیده است. این نسبت‌های افسانه‌ای از قرن ۱۷ میلادی به او داده شد. کتاب شرح اشکال هیروگلیف را به نیکلاس فلامل نسبت داده‌اند. این کتاب نمونه‌ای از مکتب کیمیای مسیحی‌است که در آن از پیوستگی عناصر کیمیایی با موجودات زنده سخن رفته‌است. در مقدمه این کتاب از جستجوی فلامل برای یافتن سنگ جادو سخن به میان رفته‌است.
اسطوره‌های مربوط به سنگ جادوگر، از گزارش روایتی سرچشمه می‌گیرد که نیکلاس فلامل نوشته‌است؛ این گزارش بیانی رمزی و خیال‌انگیز دارد، چنان‌که گزارشی تاریخی به‌شمار نمی‌رود. در این گزارش، فلامل ادعا کرده‌است که جبرئیل در خواب بر او آشکار شده و کتابی اسرارآمیز را به او نشان داده‌است؛ در سال ۱۳۵۷، همان کتاب به نام کتاب ابراهیم توسط سوداگر یهودی به او فروخته می‌شود؛ از آن زمان به بعد فلامل کتاب‌فروشی را رها کرده و در پی کیمیاگری رفت.
فلامل، برای کمک گرفتن در ترجمه کتاب و گشودن معانی رمزی آن به اسپانیا سفر کرد. وی قبر قدیس یعقوب در کومپوستلا را زیارت کرد و در این شهر به یهودی تازه مسیحی‌شده‌ای به نام کونش برخورد کرد. کونش، از کابالا آگاهی داشت، بنا به نوشته فلامل، وی توانست اسرار باطنی این کتاب را که دانشمندان کابالا نیز آن را گم‌شده می‌دانستند، دریابد و بر وی آشکار کند. فلامل، تا زمان مرگ همسرش در اسپانیا ماند.
در بازگشت، فلامل مسائل مربوط به کتاب ابراهیم را که تا آن زمان تنها همسرش پرنل فلامل از آن آگاهی داشت، فاش کرد. وی در سال ۱۳۸۲ میلادی، به ساختن اکسیر بزرگی دست زد، چنان‌که به گفته خود، توانست سرب را به طلا تبدیل کند. روایت شده‌است که فلامل، مرد بسیار متدینی بود و همه طلایی را که به دست آورده بود، به مصرف بیمارستان‌ها و کلیساهای پاریس رسانید. در سال ۱۳۹۷ میلادی، همسرش مُرد و فلامل از کیمیاگری دست کشید و تنها به نوشتن کتاب‌هایی در زمینه دانش کیمیا بسنده کرد.

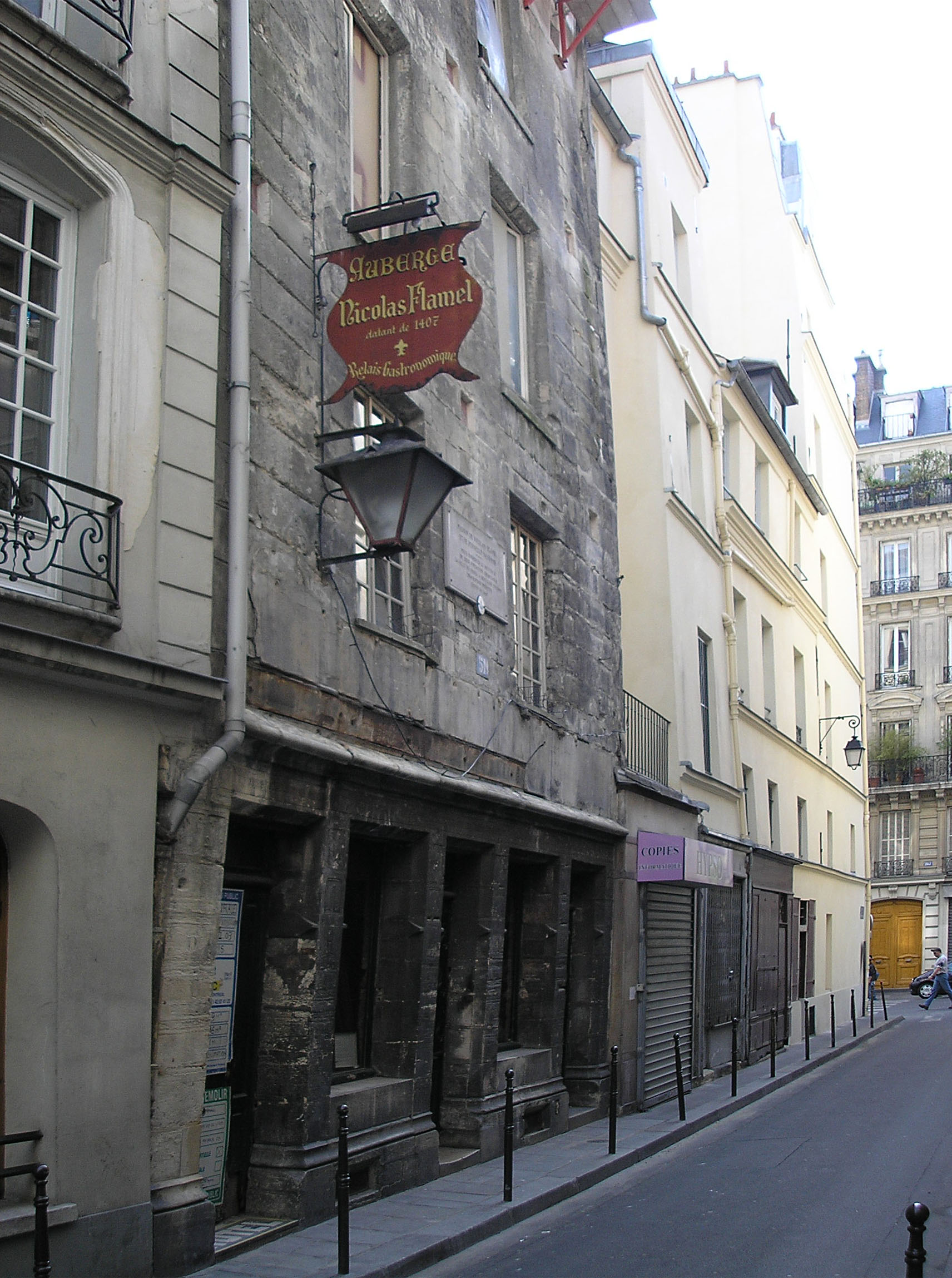
خانه فلامل در پاریس

فلامل، در سال ۱۴۱۷ میلادی از دنیا رفت و وی را در محلی که معین کرده بود به خاک سپردند، و بر گورش سنگ مرمری نهادند که بر آن نقش‌هایی از تمثیلات کیمیایی مسیحی حکاکی شده بود. سنگ قبر فلامل در موزی‌کلونی پاریس موجود است. مرگ او شایعاتی را به همراه داشت، عده‌ای معتقد بودند که کس دیگری به جای او دفن گردیده‌است؛ و عده‌ای او را زنده می‌پنداشتند. بر اساس چیزی که او در باب سنگ جادوگر نوشته بود؛ او و همسرش به زندگی جاودانی دست یافته بودند.
مؤلفان مسیحی در سال‌های بعد، بر او تاختند و او را به کفر محکوم کردند. آبه‌ویلن، کوشید که ثابت کند اصلاً کار فلامل در کیمیا نبوده‌است. در آثار فلامل، تأثیر کیمیای جابر بن حیان و نیز کابالا مشهود است.

## در ادبیات
در کتاب رمز داوینچی، این نظریه تأیید شده‌است که فلامل هشتمین استاد بزرگ دیر صهیون بوده‌است.
در کتاب هری پاتر و سنگ جادو، از نیکلاس فلامل سخن به میان رفته‌است؛ او از دوستان آلبوس دامبلدور است که ۶۶۶ سال زندگی کرده‌است. با نابودی سنگ جادو در پایان کتاب، نیکلاس فلامل به مرگ نزدیک می‌شود.
همچنین در فیلم جانوران شگفت انگیز: جنایات گریندل‌والد، برانتیس یودوروفسکی نقش نیکولاس فلامل را بازی کرده‌است. 
از دیگر کتاب‌هایی که در آن از نیکلاس فلامل سخن به میان رفته‌است، کتاب کیمیاگر نوشته پائولو کوئلیو و کتاب کنت مونت کریستو نوشته الکساندر دوما است.
همچنین شش گانهٔ «اسرار نیکلاس فلامل جاویدان» که مجموعه داستانی اسطوره ای تخیلی اما بسیار جذاب است

## نگارخانه

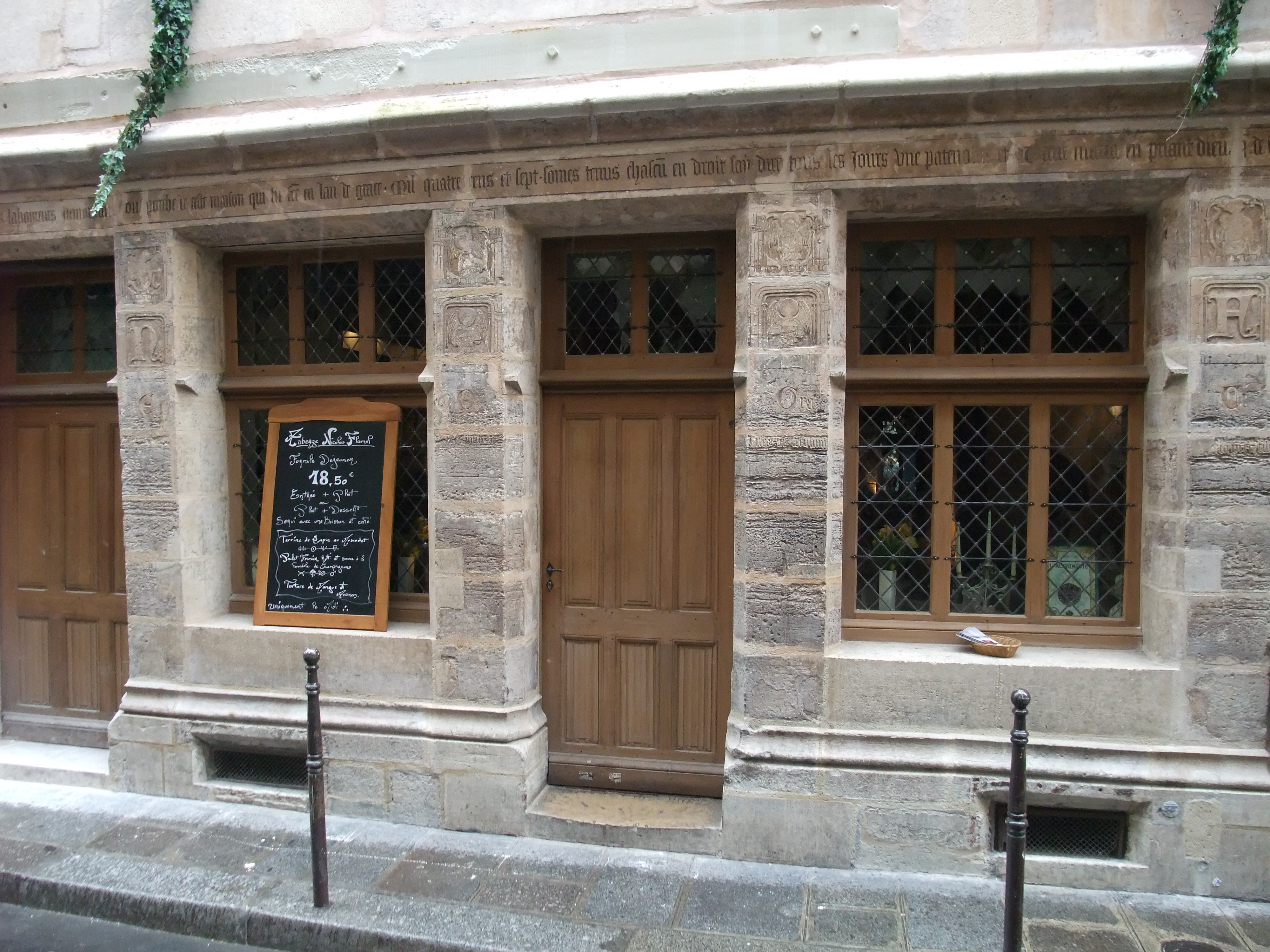
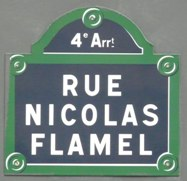
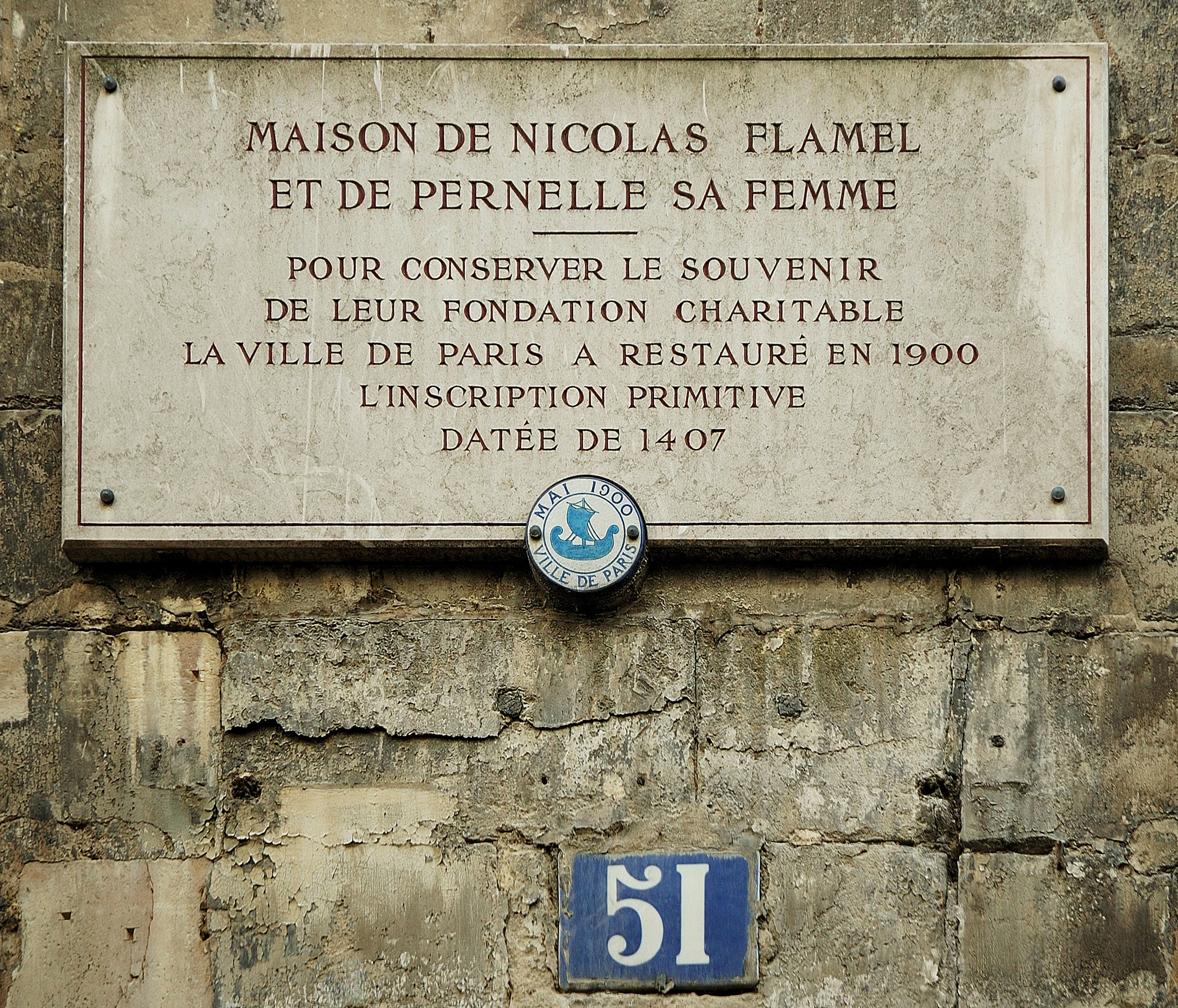